# Nicholas Baines

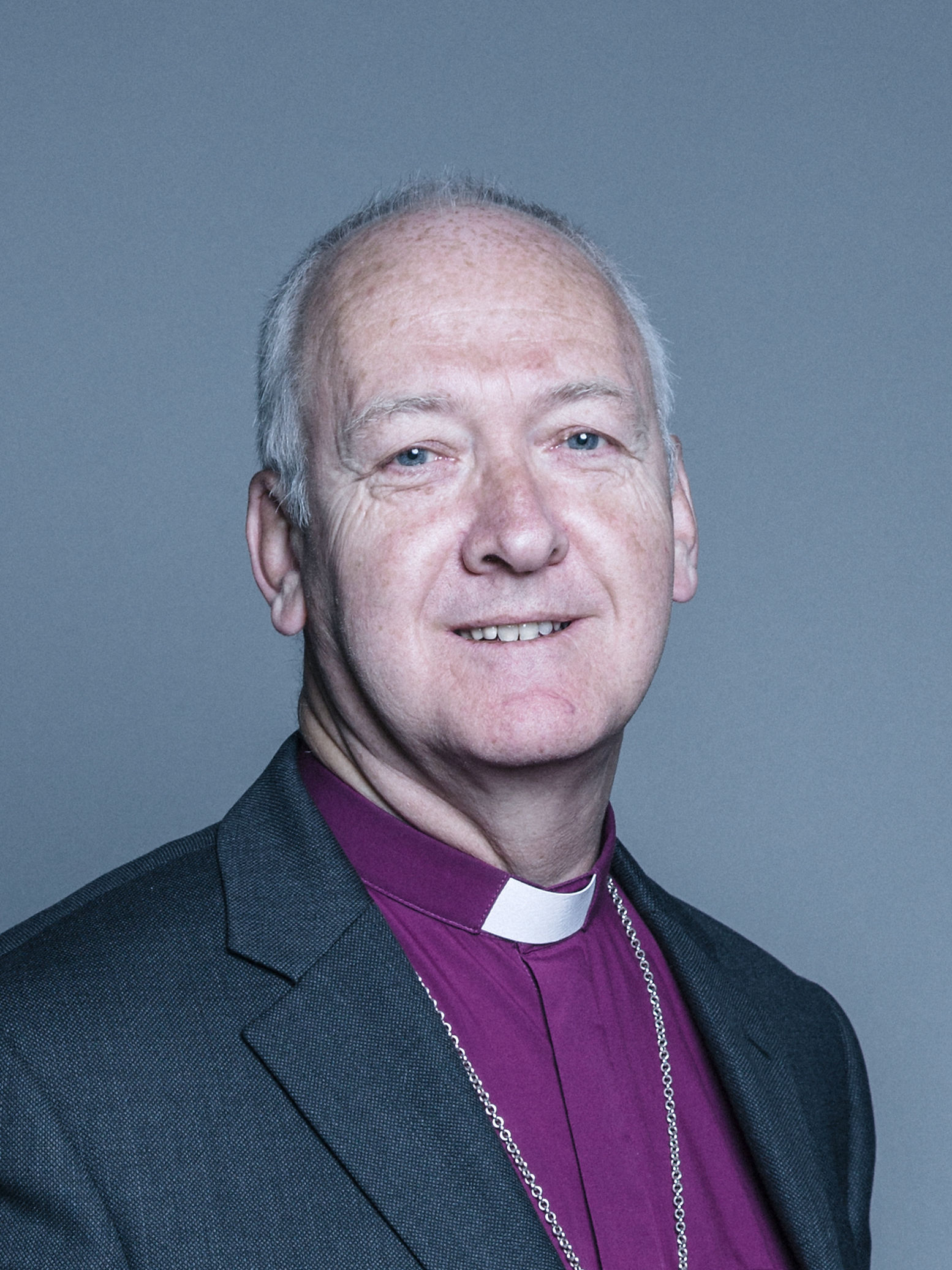
Nicholas Baines (2017)

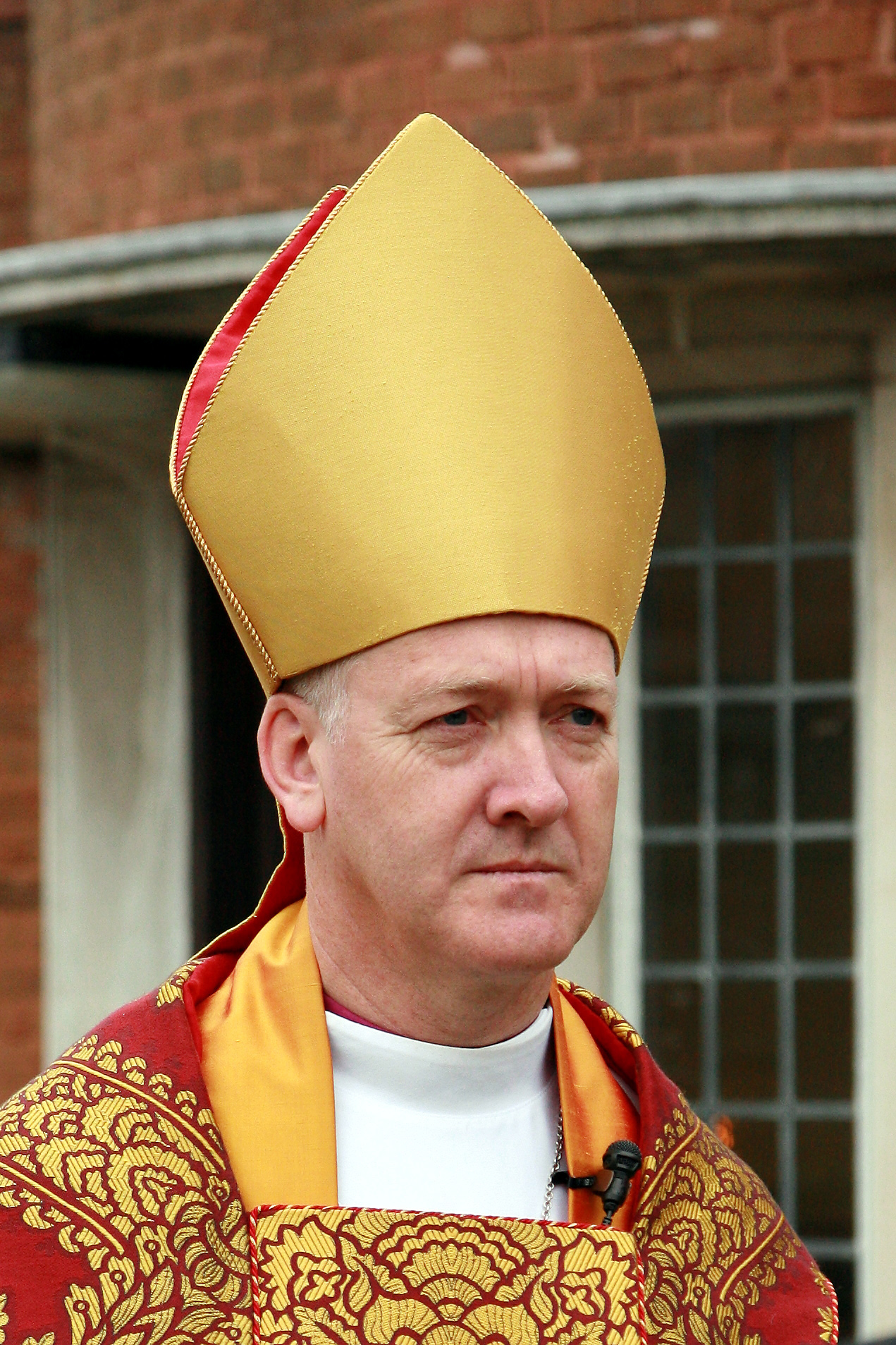
Nicholas Baines als Bischof von Croydon (2007)

Nicholas Baines, genannt Nick (* 13. November 1957 in Liverpool) war von 2011 bis 2014 Bischof von Bradford in der Kirche von England und ist seit Februar 2014 Bischof der neu geschaffenen Diözese Leeds. Seit 2014 ist er auch Mitglied des House of Lords.

## Leben
Baines besuchte die Holt Comprehensive School in Liverpool. Er studierte Deutsch und Französisch an der University of Bradford und graduierte mit einem Bachelor mit Auszeichnung (BA (Hons)). Danach arbeitete er vier Jahre lang als Sprachenexperte bei GCHQ, bevor er sich für den Dienst in der Kirche entschied und im Trinity College in Bristol Theologie studierte. Dort erlangte er einen Bachelor mit Auszeichnung (BA(Hons)) in Theologie.
Baines wurde 1987 zum Diakon und 1988 zum Priester der Kirche von England ordiniert. Seine erste Stelle war die eines Hilfsgeistlichen an St Thomas’ Kendal und St Catherine’s Crook (Cumbria). Daraufhin zog er nach Leicester, wo er vorübergehend Assistenz-Pastor an Holy Trinity, Leicester, wurde und dann Vicar von Rothley (1992–2000). In dieser Zeit war er zugleich Seelsorger einer psychiatrischen Einrichtung für Erwachsene. 1995 wurde er Landdekan (Rural Dean) von Goscote. Im Jahr 2000 wurde er Archidiakon von Lambeth im Bistum Southwark. Er war verantwortlich für die Kinder- und Jugendarbeit des Bistums und Mitglied der Generalsynode der Kirche von England von 1995 bis 2005. 2003 wurde er zum Regionalbischof von Croydon im Bistum Southwark berufen. Er wurde vom Erzbischof von Canterbury Rowan Williams in der St Paul’s Cathedral zum Bischof geweiht und am 8. Mai 2003 in der Southwark Cathedral in sein Amt eingeführt.
2011 erfolgte seine Berufung zum Nachfolger von David Charles James als Diözesanbischof von Bradford. Im Zuge der Zusammenlegung der Bistümer Bradford, Ripon and Leeds und Wakefield wurde Baines am 4. Februar 2014 zum ersten Diözesanbischof des neuen Bistums Leeds (mit dem Titel „Bishop of West Yorkshire and the Dales“) ernannt, das die Regionen West Yorkshire und die Yorkshire Dales umfasst. Er trat sein Amt am Ostersonntag 2014 an. Am 8. Juni 2014 wurde seine Wahl offiziell bestätigt.
Nicholas Baines ist seit 1980 verheiratet. Er und seine Frau haben drei Kinder.
Baines hat eine reiche Medienerfahrung und ist oft in der Radiosendung Pause for Thought auf BBC Radio 2 zu hören. Von seinen Büchern sind zwei ins Deutsche übersetzt worden. Bischof Baines ist regelmäßiger Gast auf Kirchentagen und hielt 2013 die Predigt beim Abschlussgottesdienst des Deutschen Evangelischen Kirchentags 2013. Von 2007 bis 2018 war er der anglikanische Co-Vorsitzende der Meissen-Kommission, die der Koordinierung der Zusammenarbeit zwischen der EKD und der Kirche von England dient.
2014 erhielt er ein Ehrendoktorat der Theologischen Fakultät der Friedrich-Schiller-Universität Jena.
Am 3. Dezember 2014 wurde Baines in seiner Funktion als früherer Bischof von Bradford und heutiger Bischof von Leeds als geistlicher Lord in das House of Lords aufgenommen. Er nahm dort die Stelle des Bischofs von Gloucester Michael Francis Perham ein.
Im März 2025 gab Baines bekannt, dass er mit Wirkung vom 30. November 2025 in den Ruhestand tritt.

## Werke
- Hungry for Hope. 1991, DLT
- Speedbumps & Potholes. 2004 St Andrew Press

deutsche Ausgabe: Am Rande bemerkt: alltägliche Begegnungen mit Gott. Aus dem Englischen von Johanna Ellsworth. Mit einem Vorwort von Petra Bahr. Hannover: LVH 2007 ISBN 978-3-7859-0969-0
- Jesus & People Like Us 2004, St Andrew Press

2. Auflage als Scandal of Grace 2008
- Marking Time 2005, St Andrew Press
- Finding Faith 2008, St Andrew Press

Deutsche Ausgabe: In höchsten Tönen: Popsongs und Glaube. Aus dem Englischen von Johanna Ellsworth. Mit einem Geleitwort von Margot Käßmann. Hannover: LVH 2009 ISBN 978-3-7859-0986-7
- Why Wish You a Merry Christmas. London: Church House Publishing 2009